# Pterartoria polysticta
Pterartoria polysticta là một loài nhện trong họ Lycosidae.
Loài này thuộc chi Pterartoria. Pterartoria polysticta được William Frederick Purcell miêu tả năm 1903.